# Mirjam Ott
Mirjam Ott, född 27 januari 1972 i Bern, är en schweizisk curlingspelare. Hennes lag tog silver vid OS i Salt Lake City 2002 och vid OS i Turin 2006 (där Anette Norbergs lag tog guld).